# Eckartsberga
Eckartsberga là một thị xã ở the huyện Burgenland bang Sachsen-Anhalt, Đức. Đô thị Eckartsberga có diện tích 35,95 km², dân số thời điểm ngày 31 tháng 12 năm 2006 là 2519 người. Đô thị Eckartsberga tọa lạc về phía tây của Naumburg. Đô thị này thuộc Verbandsgemeinde ("đô thị tập thể") An der Finne.